# Emilio Rizzi

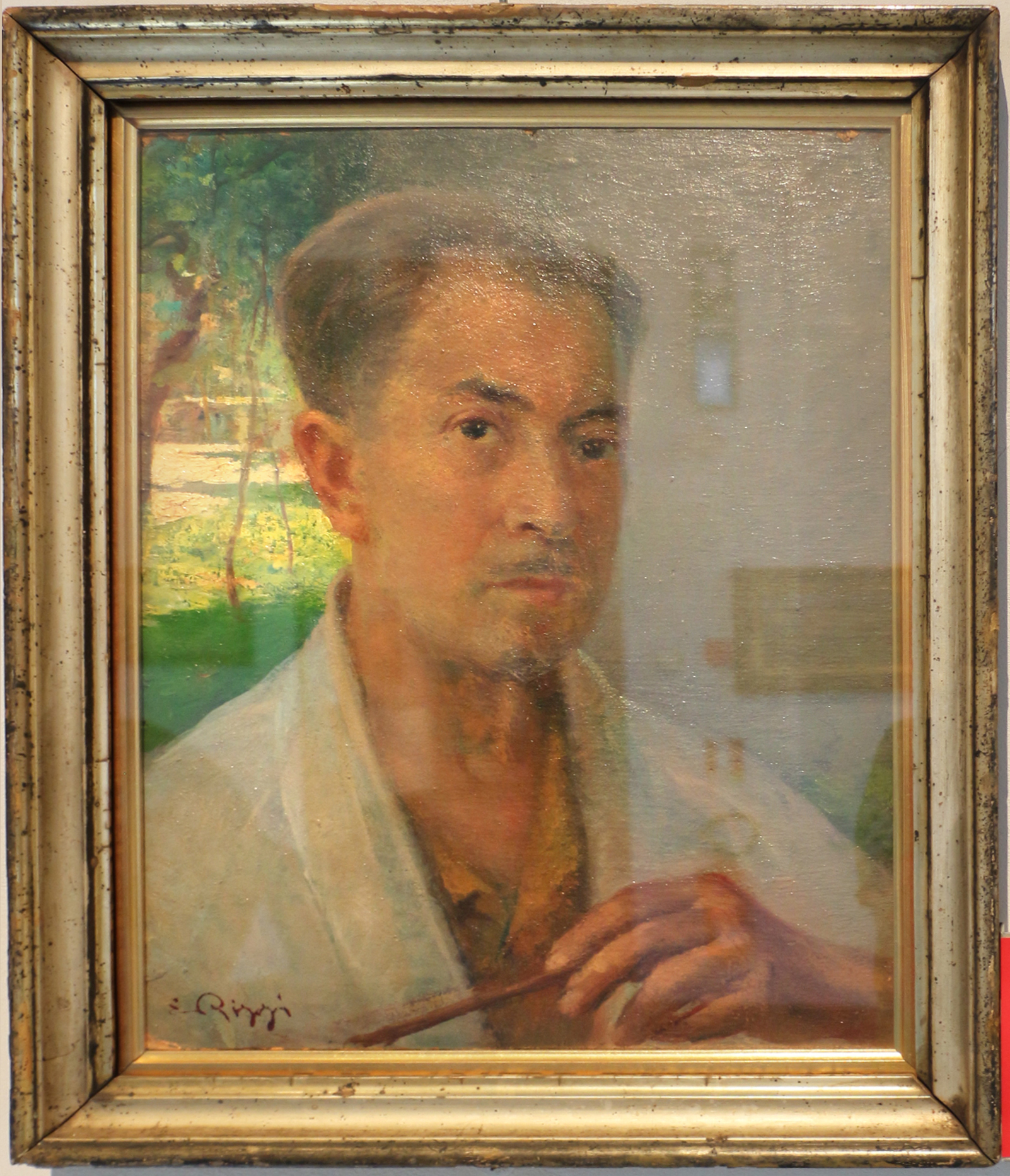
Autoritratto
Museo civico Ala Ponzone, Cremona

Emilio Rizzi (Cremona, 5 maggio 1881 – Brescia, 22 dicembre 1952) è stato un pittore italiano.

## Biografia

### Origini e formazione
Nasce a Cremona il 5 maggio 1881 da Giuseppe, avvocato, e dalla poetessa Laura Botti, penultimo di cinque figli. Dopo aver frequentato l'istituto tecnico Guido Grandi di Cremona, nel 1895 si iscrive all'Accademia di Brera a Milano seguendo i corsi dei maestri: Vespasiano Bignami, Giuseppe Mentessi e Cesare Tallone che lo amerà e lo stimerà come uno degli allievi prediletti e lo farà entrare nell'ambito della sua famiglia. Stringe fraterna amicizia anche col pittore Ambrogio Alciati e con lo scultore Siccardi di Bergamo.
I dipinti del “periodo milanese” risentono dell'influenza della pittura tardo scapigliata, di cui Cesare Tallone è sommo rappresentante, ricca di ritratti intimisti e a sfondo psicologico, soprattutto di ricche signore della borghesia milanese, riccamente vestite e collocate in ambienti familiari caldi e solo abbozzati.
Nel 1898 partecipa alla Esposizione generale italiana di Torino.
Nel 1899 consegue il diploma di abilitazione all'insegnamento del disegno, professione che svolgerà nella vita, prima, dal 1929 al 1939 a Brescia nella scuola di disegno di figura detta di San Barnaba, poi dal 1945 al 1951 nella scuola di disegno, da lui creata, dell'Associazione artistica bresciana "Arte e cultura" e infine, per circa un anno, dal 1951 al 1952 nella scuola media statale di Chiari.

### Il periodo romano
Nel 1903 Rizzi vince il concorso del pensionato Fanny Ferrari, indetto dal Comune di Cremona per l'assegnazione di una borsa di studio triennale di lire 1.800 per perfezionare i suoi studi all'Accademia di Belle Arti di Roma. Nella città capitolina trova alloggio in via Flaminia al numero 89, in una delle stanze di Villa Poniatowski assegnata agli artisti per aprire studi. Emilio conosce e frequenta Antonio Mancini, oltre agli artisti Dazzi, Biazzi e lo scultore bresciano Zanelli autore dell'Altare della Patria. Tiene un corso regolare di lezioni alla Accademia Moderna di Belle Arti di Roma, insieme ad Antonio Sciortino e Dante Ricci.
In questa “fase romana” Rizzi guarda con attenzione alla pittura divisionista, in auge in quel periodo nella capitale, anche per la presenza di Giacomo Balla e alla cosiddetta arte sociale. Sono famose le sue opere Orfanella del 1904 (ora al Museo civico Ala Ponzone di Cremona), la grande tela I lavoratori del gas, del 1905, Armonie in bianco, del 1906 (ora al Museo Rizzi-Ferrari dell'Aref a Brescia), la Lettrice, sempre del 1906 e l'infortunio, del 1906 presentata al concorso del Pensionato Artistico Nazionale.
In quegli anni Rizzi, insieme ad artisti e studenti, frequenta numerose trattorie romane, ed in particolare quella dove alloggia Mancini, in via Ripetta in prossimità dell'Accademia. Questa locanda era gestita dalle tre sorelle Anselmi, giovani ed avvenenti, e dalla loro madre, chiamata "sora Nì"; Emilio si innamora di Barbara, una delle tre. Nel 1906 il pittore si reca sul monte Viglio, tra la Valle Latina e l'Abruzzo, con l'amico pittore Ise Lebrecht di Verona; l'iniziativa desta molta curiosità poiché per un mese i due artisti soggiornano sotto una tenda. Nel 1907 continua il suo peregrinare nelle province laziali e visita Palestrina, Terracina, Viterbo; dovunque si reca dipinge seguendo l'esempio dei "XXV della campagna romana", confermando la sua costante passione per i paesaggi campestri e montani.

### Il periodo parigino
Seguendo la consuetudine di quegl'anni che attribuiva grande importanza al soggiorno artistico parigino, Emilio si stabilisce nella capitale francese l'11 febbraio del 1909, incoraggiato dall'amico Mancini cercando il riconoscimento della sua pittura attraverso nuove ed importanti committenze. Rizzi alloggia in un elegante "atelier" sul prestigioso boulevard Berthier, al numero 15, poco lontano dallo studio del già celebre Boldini, il più importante ritrattista dell'alta borghesia parigina e per questo "rivale" diretto di Rizzi.
A Parigi il pittore cremonese espone più volte ai Salon des Independants, mostre importanti ed in particolare grandi vetrine, nelle quali i pittori invitati potevano proporre le loro opere ad un vasto pubblico anche internazionale. Nel 1910 Emilio invia le sue opere alla I Esposizione d'Arte di Cremona riscuotendo un ampio successo e ottenendo una medaglia d'oro. Nel 1911 Rizzi partecipa alla Mostra Internazionale d'Arte di Roma. Si reca poi nel Giura, a St. Claude, per realizzare alcuni ritratti commissionatigli in quelle zone.
Il 13 luglio Emilio e Barbara Anselmi si sposarono a Parigi con rito civile, il matrimonio religioso è celebrato a Corchiano, provincia di Viterbo, località nella quale si trasferirono dopo il loro ritorno dalla Francia, solo nel 1915.
Nel 1913 viene votato per il "Grand Prix" destinato soltanto agli Artisti francesi, ma rifiuta di prendere la cittadinanza francese, gli vengono allora conferite "Le palme accademiche", il più alto riconoscimento artistico destinato agli stranieri.
Il “periodo parigino” è certamente quello più importante all'interno della storia artistica del pittore, in cui Rizzi elabora uno stile assolutamente personale soprattutto nell'esecuzione dei grandi ritratti di signore francesi, tanto da essere denominato il “peintre de la femme”. Il cromatismo è asciutto ed elaborato con una intersecata trama di pennellate, ereditata dalla scuola di Tallone; il disegno sottostante è sempre solido e curato. Molto note sono alcune opere di questo magico periodo artistico come A la glace, del 1910 (di proprietà dei Civici Musei d'Arte e Storia di Brescia), La tazza dorata, del 1911 (ora al Museo Rizzi-Ferrari dell'Aref a Brescia), e La vasca da bagno, del 1913 (donata dalla figlia dell'artista alla Galleria d'arte moderna Ricci Oddi di Piacenza).

### Il ritorno in Italia - La prima guerra mondiale
I coniugi Rizzi trascorrono alcuni mesi del 1914 in Bretagna, a Brignogan nel Finistere in riva all'Atlantico, fino a quando, il 2 agosto dello stesso anno, la dichiarazione di guerra della Germania alla Francia getta l'Europa nella tragedia. I controlli sempre più severi nei confronti di chi non era francese, lo convinsero a tornare in Italia, precisamente a Corchiano, dove già risiede la cognata Colomba, sorella di Barbara.
Nel 1915, in attesa di essere chiamato per il servizio militare, Rizzi si ferma a Cremona, sfruttando il periodo di grande fervore, facilitato della fama acquistata in Francia; gli vengono commissionati numerosi ritratti degni di nota. Il 24 maggio l'Italia entra in guerra, e Rizzi è arruolato nell'artiglieria da campagna come automobilista di motori a scoppio.
Il 18 gennaio 1917 nasce l'unica figlia di Emilio e Barbara: Miretta; in circostanze drammatiche la moglie è ricoverata d'urgenza nell'ospedale militare a Civita Castellana (Viterbo).
Congedato dal servizio militare nel 1919, Rizzi raggiunge la moglie e la figlia a Corchiano, in quella campagna che tanto aveva amato. 
Il primo conflitto mondiale sarà ricordato dall'artista in quello che è il suo dipinto più grande di metri sei per tre, La Messa al campo, del 1938 (di proprietà dei Civici Musei d'Arte e Storia di Brescia).
Affascinato dal paesaggio sabino, dolce e ancora primitivo, torna con slancio alle connaturate doti di colorista. A lungo il pittore è ospite dei principi Chigi a Soriano nel Cimino e dei Pignatelli, oltre al conte Celani.
Nel 1921 soggiorna per breve tempo a Parigi da solo, ma la crisi del dopoguerra e la morte di molti amici lo scoraggiano e decide di lasciare definitivamente "l'atelier" serbato fino ad allora.

### Il periodo bresciano
Il fratello Ugo, morto nel 1913, aveva aperto a Brescia, fin dal 1907, una ditta di torrefazione e bar, la Rizzi & Persico; a partire dal 1921 ciò lo obbliga a risiedere in questa città per sistemare in prima persona i suoi interessi. In questi anni acquista una casa in piazza Loggia, dove all'ultimo piano arreda un nuovo studio che gli permette di ritornare alla sua vera professione. Continua l'intensa opera ritrattistica nella quale eccelle, divenendo il ritrattista più celebre della città. I volti dei ritratti di commissione, realizzati in poche sedute, mettono in risalto la psicologia del soggetto, spesso collocato nel suo ambiente o in pose caratterizzanti. 
Nel 1926 ritorna per un breve periodo a Corchiano, insofferente del soggiorno bresciano e dell'attività commerciale cui ha dovuto assoggettarsi per qualche tempo.
Nel periodo estivo, dal 1927 agli inizi degli anni Trenta, la famiglia Rizzi si reca in laguna, a San Pietro in Volta presso Venezia: l'ispirazione dell'artista, già così felice nelle singolari sensazioni della Bretagna e del Lazio, trova un'altra diversa fonte di colori vivi eppur morbidi e sfumati. Emilio elabora una serie di opere raffiguranti scorci lagunari e figure di pescatori, che costituiscono la produzione di un vero e proprio periodo artistico.
Dal 1942 al 1943 si rifugia con la famiglia a Saiano in Franciacorta presso Brescia, per sfuggire ai bombardamenti degli alleati. La lontananza dal capoluogo, dalle committenze obbliga l'artista a prestare attenzione ai fuggevoli scorci campagnoli e a modelle improvvisate come le figlie dei contadini della zona. Come nel caso del “periodo lagunare” l'artista dà vita ad una vasta produzione d'opere importanti che rappresentano il suo ultimo periodo artistico. Nei volti trasognati delle fanciulle si riassume tutta la pluridecennale esperienza pittorica di Rizzi, e la sua consueta maestria nella realizzazione della figura non scade nell'accademismo, confluendo anzi in una stesura palpitante e quasi intimista, fatta di tratti filamentosi, con toni caldi ma trattenuti. 
Nel 1945, terminata la guerra, Emilio è tra i fondatori dell'Associazione Artistica Bresciana (A.A.B.), della quale diverrà socio onorario; per sei anni dirige con passione disinteressata la scuola d'arte e insegna nel corso superiore di modello dal vero, circondato da numerosi allievi. Nell'aprile del 1952 tiene una mostra personale all'A.A.B.: "Cinquant'anni di pittura". Sarà la sua ultima esposizione.
Viene colto da malore nel suo studio a Brescia mentre è intento a dipingere. Muore tre giorni dopo, il 22 dicembre 1952.
Nella casa dove visse fino alla morte è stato realizzato un museo (SpazioAref), con un'esposizione permanente di alcuni capolavori dell'artista e l'atelier dove dipinse per circa trent'anni. Nel 2008 la Città di Brescia gli ha dedicato una via.